# Windows Image Acquisition
Windows Image Acquisition (WIA) es un modelo de controlador e interfaz de programación de aplicaciones (API) para las versiones más modernas del sistema operativo Microsoft Windows que permite a las aplicaciones de gráficos comunicarse con dispositivos de imagen tales como escáneres, cámaras digitales y equipos de vídeo digital. Fue introducido por primera vez en el año 2000 como parte de Windows Me, y continúa siendo el estándar de dispositivos de imagen y modelo API a través de las sucesivas versiones de Windows. A partir de Windows XP, es implementado como un servicio bajo-demanda.

## General
WIA es un conjunto de utilidades significativo para el soporte de imágenes digitales proporcionado por Still Image Architecture (STI) en Windows 2000. Mientras que STI sólo proporciona una interfaz de bajo nivel para realizar transferencias de datos básicas desde y hacia el dispositivo (y la petición del proceso de escaneado de imagen en una máquina Windows a través de un dispositivo externo), WIA proporciona un entorno de trabajo a través del cual los dispositivos pueden presentar sus capacidades únicas al sistema operativo, y las aplicaciones pueden tomar ventaja de esas características.
Según Microsoft, los controladores WIA están formados por un componente de interfaz de usuario (UI) y un componente núcleo del controlador, cargados en dos procesos diferentes: UI en el espacio de la aplicación y el núcleo del controlador en el servicio WIA.
En comparación con TWAIN, se dice que WIA es más flexible, porque es una interfaz estandarizada que no requiere una unión fuerte entre el software del escáner y el controlador (los escáneres sólo-TWAIN a menudo están limitados a las funciones activadas en su unión controlador-aplicación). La mayoría de los escáneres recientes soportan WIA.

## Información adicional
En 2002, Microsoft liberó la Herramienta de la Biblioteca de Automatización de la Adquisición de la Imagen en Windows, la cual proporciona acceso a funcionalidad WIA a través de lenguajes de programación y scripts que soporten Automatización OLE.
En Windows XP, WIA se ejecuta en el contexto LocalSystem. Debido a las ramificaciones de seguridad de ejecutar un servicio como LocalSystem en el que un controlador defectuoso o persona maliciosa tendría un acceso completo al sistema, el servicio WIA en Windows Server 2003 y Windows Vista opera en el contexto LocalService. Esto puede dar lugar a problemas de compatibilidad si se usa un controlador diseñado para Windows XP.
Windows Vista tiene la biblioteca de Automatización WIA incluida. También, WIA soporta push scanning y multi-image scanning. Push scanning permite iniciar escaneos y ajustar los parámetros de escaneado directamente desde el panel de control del escáner. Multi-image scanning permite escanear varias imágenes a la vez y guardarlas directamente en archivos separados. Sin embargo, el soporte de vídeo ha sido eliminado de WIA para Windows Vista. Microsoft recomienda utilizar la nueva API Dispositivos Portátiles de Windows.